# Migas (gènere)
|  | Per a altres significats, vegeu «Migas». |

Migas és un gènere d'aranyes migalomorfes de la família dels mígids (Migidae). La majoria de les espècie és troben a Nova Zelanda.

## Taxonomia
El genus Migas va ser descrit per Ludwig Koch el 1873, per a l'espècie Migas paradoxus. De les 34 espècies acceptades amb data d'octubre de 2017, 26 foren descrites per C. L. Wilton el 1968, totes de Nova Zelanda. Moltes de les espècies són molt similars en el seu aspecte extern, però es diferencien per l'estructura interna dels genitals de la femella.

### Espècie
L'octubre de 2017, al World Spider Catalog, apareixen reconegudes les següents espècies: 
- Migas affinis Berland, 1924 – Nova Caledònia
- Migas australis Wilton, 1968 – Nova Zelanda
- Migas borealis Wilton, 1968 – Nova Zelanda
- Migas cambridgei Wilton, 1968 – Nova Zelanda
- Migas cantuarius Wilton, 1968 – Nova Zelanda
- Migas centralis Wilton, 1968 – Nova Zelanda
- Migas cumberi Wilton, 1968 – Nova Zelanda
- Migas distinctus O. Pickard-Cambridge, 1880 – Nova Zelanda
- Migas gatenbyi Wilton, 1968 – Nova Zelanda
- Migas giveni Wilton, 1968 – Nova Zelanda
- Migas goyeni Wilton, 1968 – Nova Zelanda
- Migas hesperus Wilton, 1968 – Nova Zelanda
- Migas hollowayi Wilton, 1968 – Nova Zelanda
- Migas insularis Wilton, 1968 – Nova Zelanda
- Migas kirki Wilton, 1968 – Nova Zelanda
- Migas kochi Wilton, 1968 – Nova Zelanda
- Migas linburnensis Wilton, 1968 – Nova Zelanda
- Migas lomasi Wilton, 1968 – Nova Zelanda
- Migas marplesi Wilton, 1968 – Nova Zelanda
- Migas minor Wilton, 1968 – Nova Zelanda
- Migas nitens Hickman, 1927 – Austràlia (Tasmània)
- Migas otari Wilton, 1968 – Nova Zelanda
- Migas paradoxus L. Koch, 1873 (espècie tipus) – Nova Zelanda
- Migas plomleyi Raven & Churchill, 1989 – Austràlia (Tasmània)
- Migas quintus Wilton, 1968 – Nova Zelanda
- Migas sandageri Goyen, 1890 – Nova Zelanda
- Migas saxatilis Wilton, 1968 – Nova Zelanda
- Migas secundus Wilton, 1968 – Nova Zelanda
- Migas solitarius Wilton, 1968 – Nova Zelanda
- Migas taierii Todd, 1945 – Nova Zelanda
- Migas tasmani Wilton, 1968 – Nova Zelanda
- Migas toddae Wilton, 1968 – Nova Zelanda
- Migas tuhoe Wilton, 1968 – Nova Zelanda
- Migas variapalpus Raven, 1984 – Austràlia (Queensland)